# Senat Böhrnsen I
Der Senat Böhrnsen I amtierte vom 8. November 2005 bis 28. Juni 2007 als Bremer Landesregierung.
| Amt                                                           | Name                                                              | Partei | Partei    |
| ------------------------------------------------------------- | ----------------------------------------------------------------- | ------ | --------- |
| Bremer Bürgermeister und Präsident des Senats                 | Jens Böhrnsen                                                     |        | SPD       |
| kirchliche Angelegenheiten                                    | Jens Böhrnsen                                                     |        | SPD       |
| Justiz und Verfassung                                         | Jens Böhrnsen                                                     |        | SPD       |
| Bürgermeister                                                 | Thomas Röwekamp                                                   |        | CDU       |
| Senator für Inneres und Sport                                 | Thomas Röwekamp                                                   |        | CDU       |
| Senator für Finanzen                                          | Ulrich Nußbaum                                                    |        | parteilos |
| Senator für Wirtschaft und Häfen Senator für Kultur           | Jörg Kastendiek                                                   |        | CDU       |
| Senator für Bildung und Wissenschaft                          | Willi Lemke                                                       |        | SPD       |
| Senatorin für Arbeit, Frauen, Gesundheit, Jugend und Soziales | Karin Röpke bis 11. Oktober 2006                                  |        | SPD       |
| Senatorin für Arbeit, Frauen, Gesundheit, Jugend und Soziales | Willi Lemke 12. Oktober 2006 bis 2. November 2006 (kommissarisch) |        | SPD       |
| Senatorin für Arbeit, Frauen, Gesundheit, Jugend und Soziales | Ingelore Rosenkötter ab 2. November 2006                          |        | SPD       |
| Senator für Bau, Umwelt und Verkehr                           | Jens Eckhoff bis 22. Februar 2006                                 |        | CDU       |
| Senator für Bau, Umwelt und Verkehr                           | Ronald-Mike Neumeyer ab 22. Februar 2006                          |        | CDU       |
| Bevollmächtigte beim Bund                                     | Kerstin Kießler (Staatsrätin)                                     |        | SPD       |